# Madtown
Madtown (en coréen : 매드타운), stylisé MADTOWN, était un boys band sud-coréen formé en 2014 par J. Tune Camp. Le groupe se composait de Moos, Daewon, Lee Geon, Jota, Heo Jun, Buffy et H.O. Leur premier album, Mad Town, est sorti le 6 octobre 2014.
Deux des membres, Moos et Buffy, avaient originellement débuté dans le duo hip-hop Pro C en 2013. La fanbase officielle de Madtown se nomme Mad-people. Le 22 décembre 2016, Madtown a changé de label et est maintenant chez GNI Entertainment.
Le 7 novembre 2017 le groupe annonce être en phase de séparation sans plus de précisions. Lee Geon et Daewon participants eux au survival The Unit un programme visant à donner une seconde chance aux Idols en "échecs" mais ayant du potentiel.

## Histoire

### 2014: Débuts avecYOLOet MAD TV
Des groupes issus de générations précédentes tels que g.o.d, Dynamic Duo et groupes d'idoles comme Sistar, VIXX, Secret, Bangtan Boys, High4 et Jay Park ont tenu un banderole sur laquelle il était écrit "WELCOME TO MAD TOWN", annonçant un possible comeback de MBLAQ ou les débuts d'un nouveau groupe. Le 24 septembre 2014, J. Tune Camp brise le suspense et annonce le début de leur deuxième boys band par le biais d'une image teaser. Durant les deux jours qui ont suivi, J. Tune Camp a commencé à introduire ses membres, dont Moos et Buffy qui étaient membres de Pro C qui avait déjà débuté. Ils ont démarré en présentant trois membres (Moos, Daewon et Lee Geon) le premier jour puis ont présenté les quatre restants (Jota, Heo Jun, Buffy et H.O) le deuxième,,.
Les membres de Madtown ont eux-mêmes expliqué les différents styles musicaux dans lesquels ils sont spécialisés et ont été interviewés sur leurs personnalités.
Le 1er octobre, J. Tune Camp a mis en ligne le teaser de leur premier vidéoclip sur leur chaîne YouTube officielle,. Cinq jours plus tard, J. Tune Camp a publié leur premier vidéoclip, YOLO,. Le même jour, J. Tune Camp sort à l'état digital leur premier EP, nommé "Mad Town". Le 9 octobre, ils ont eu leur premier concert au M Countdown. Après cela, leur EP est sorti physiquement.
Ils sont apparus dans MAD TV, une télé-réalité qui relatait leur vie quotidienne. Elle a commencé sur la chaîne YouTube de J. Tune Camp le 30 octobre 2014 et s'est terminée le 30 janvier 2015 avec un spécial Delivery Season.

### 2015:Welcome to MadtownetOMGT
Le 9 mars, J. Tune Camp met en ligne un teaser vidéo pour leur nouvelle chanson "New World",,. Trois jours plus tard, J. Tune Camp publie le vidéoclip de la chanson. Le même jour, J. Tune Camp sort à l'état digital leur deuxième mini-album Welcome to Madtown. Le 16 mars, le mini-album sort physiquement. Le 12 novembre, ils sortent leur premier single digital "OMGT", signifiant "Oh My God Thanks".

### 2016:Emotion
Le 15 juin, J. Tune Camp annonce officiellement le comeback du groupe avec un set de nouvelles images teaser pour leur troisième mini-album Emotion. Le vidéoclip de la chanson-titre "Emptiness" est sorti le 21 juin à minuit heure coréenne, en même temps que le mini-album.

### 2017: Nouveau label
Début 2017, Madtown signe avec une nouvelle agence, GNI Entertainment.

## Membres
Ci-dessous se trouve une liste des membres composant Madtown,,,.
- Moos, né Kim Sang-bae (hangeul: 김상배) le 29 avril 1991 (33 ans).
- Daewon, né Park Dae-won (hangeul: 박대원) le 17 mars 1992 (32 ans).
- Lee Geon, né Lee Kyung-tak (hangeul: 이경탁) le 4 mai 1992 (32 ans).
- Jota, né Lee Jong-hwa (hangeul: 이종화) le 15 février 1994 (31 ans).
- Heo Jun, né Heo Jun (hangeul: 허준) le 16 novembre 1994 (30 ans). Son petit frère est Heo Chan du groupe Victon.
- Buffy, né Kim Ju-hyeon (hangeul: 김주현) le 15 juin 1995 (29 ans). Il parle couramment japonais[27].
- H.O, né Song Jae-ho (hangeul: 송재호) le 18 juin 1995 (29 ans).

## Discographie

### Albums

#### Extended plays
| Titre                                                                                 | Détails sur l'album | Meilleure position | Meilleure position | Ventes                    |
| Titre                                                                                 | Détails sur l'album | COR ,              | JPN                | Ventes                    |
| ------------------------------------------------------------------------------------- | --- | ------------------ | ------------------ | ------------------------- |
| Mad Town                                                                              | - Date de sortie: 6 octobre 2014 (digital) 9 octobre 2014 (physique) - Label: J. Tune Camp, LOEN Entertainment - Format: CD, téléchargement              | 11                 | —                  | - COR: 2,224+             |
| Welcome to Madtown                                                                    | - Date de sortie: 12 mars 2015 (digital) 16 mars 2015 (physique) - Label: J. Tune Camp, LOEN Entertainment - Format: CD, téléchargement                  | 7                  | —                  | - COR: 2,810+             |
| Emotion                                                                               | - Date de sortie: 21 juin 2016 (digital) 23 juin 2016 (physique) JPN: 4 août 2016 - Label: J. Tune Camp, LOEN Entertainment - Format: CD, téléchargement | 10                 | 37                 | - COR: 5,658 - JPN: 9,036 |
| "—" signifie que le morceau ne s'est pas classé ou n'est pas sorti dans cette région. | |                    |                    |                           |

#### Albums single
| Titre                                                                                 | Détails sur l'album                                                                                       | Meilleure position | Ventes |
| Titre                                                                                 | Détails sur l'album                                                                                       | COR                | Ventes |
| ------------------------------------------------------------------------------------- | --- | ------------------ | ------ |
| OMGT                                                                                  | - Date de sortie: 12 novembre 2015 - Label: J. Tune Camp, LOEN Entertainment - Format: CD, téléchargement | —                  |        |
| "—" signifie que le morceau ne s'est pas classé ou n'est pas sorti dans cette région. | |                    |        |

### Collaborations
| Année | Titre                    | Artiste                                                   |
| ----- | ------------------------ | --------------------------------------------------------- |
| 2016  | "Do You Know How I Feel" | Rooftop House Studio, MADTOWN et WA$$UP (feat. Yoo Jooyi) |
| 2016  | "Goodbye"                | Monika de BADKIZ (featuring Moos)                         |

### Bandes-son
| Année | Titre            | Artiste  | Album                                                 |
| ----- | ---------------- | -------- | ----------------------------------------------------- |
| 2016  | "Still" (여전히) | Lee Geon | 동네의 영웅 OST Part 3 / Neighborhood Hero OST Part 3 |

## Filmographie

### Téléréalité
| Année | Chaîne  | Titre              | Membres | Notes |
| ----- | ------- | ------------------ | ------- | --- |
| 2014  | YouTube | MAD TV             | Tous    | Mis en ligne sur la chaîne officielle de J. Tune Camp, montre la vie quotidienne des membres de Madtown, contient un spécial "Delivery Season". |
| 2015  | SBS     | Fashion King Korea | Tous    | Épisode 5 |

### Émissions
| Année     | Chaîne  | Titre                                | Membres        | Rôle               | Notes                                                                          |
| --------- | ------- | ------------------------------------ | -------------- | ------------------ | ------------------------------------------------------------------------------ |
| 2014      | MBC     | Idol School                          | Tous           | Invités            | Épisodes 14 & 16                                                               |
| 2014      | Arirang | After School Club                    | Tous           | Invités            | Épisode 117                                                                    |
| 2014      | Arirang | After School Club                    | Moos, Daewon   | Invités            | Épisode 124                                                                    |
| 2015      | Arirang | After School Club                    | Tous           | Invités            | Épisode 151                                                                    |
| 2015      | Mnet    | Yaman TV                             | Tous           | Invités            | Avec CLC                                                                       |
| 2015      | KBS2    | Let's Go! Dream Team Season 2        | Tous           | Membres du casting | Épisode 278 Jota a fini premier et Moos troisième                              |
| 2015–2016 | KBS2    | Cool Kiz On The Block                | Jota           | Membre du casting  | Judo (épisodes 132–143) Volleyball (épisodes 146–163) Lutte (épisodes 166–???) |
| 2015–2016 | KBS2    | Cool Kiz On The Block                | Tous           | Caméo              | Épisode 140                                                                    |
| 2015–2016 | KBS2    | Let's Go! Dream Team Season 2        | Jota           | Membre             | Caméo de Madtown à l'épisode 259                                               |
| 2016      | KBS2    | Escape Crisis No.1                   | Tous           | Invités            | Épisode 517                                                                    |
| 2016      | SBS     | Baek Jong-won's Three Great Emperors | Tous           | Invités            | Épisode 26                                                                     |
| 2016      | SBS     | Same Bed, Different Dreams           | Jota           | Invités            | Épisode 35                                                                     |
| 2016      | SBS     | Law of the Jungle in Tonga           | Jota           | Membre du casting  | Épisodes 203–211                                                               |
| 2016      | MBN     | I Love You                           | Jota           | Invité             | Épisodes 1-2                                                                   |
| 2016      | MBC     | We Got Married                       | Jota           | Membre du casting  | Avec Kim Jin-kyung (épisodes 321–350)                                          |
| 2016      | MBC     | We Got Married                       | H.O            | Invité du panel    | Épisode 327                                                                    |
| 2016      | MBC     | We Got Married                       | Lee Geon       | Invité du panel    | Épisode 329                                                                    |
| 2016      | MBC     | We Got Married                       | Tous           | Caméo              | Épisode 329                                                                    |
| 2016      | Arirang | After School Club                    | Tous sauf Jota | Invité             | Épisode 218                                                                    |
| 2016      | tvN     | Wednesday Food Talk                  | Jota           | Invité             | Diffusé le 6 juillet 2016                                                      |
| 2017      | Heyo TV | Private Life (MADTOWN)               | Tous           | Invité             | Diffusé les 4 et 11 janvier 2017                                               |
| 2017      | MBC     | Idol Star Athletics Championships    | Jota, Heojun   | Membres du casting | Diffusé le 30 janvier 2017                                                     |

### Apparitions dans des vidéoclips
| Année | Chanson      | Artiste   | Membre | Notes                                 |
| ----- | ------------ | --------- | ------ | ------------------------------------- |
| 2013  | Good Bye     | Dasoni    | Daewon | Présent lors de la promotion          |
| 2013  | Bad Girls    | Lee Hyori | Jota   | Danseur, présent lors de la promotion |
| 2016  | Shubirubirub | Gavy NJ   | Jota   | Acteur principal masculin             |

### Vidéoclips
| Année | Titre             | Album              | Durée |
| ----- | ----------------- | ------------------ | ----- |
| 2014  | YOLO              | Mad Town           | 3:37  |
| 2015  | New World(드루와) | Welcome to Madtown | 3:37  |
| 2015  | OMGT              | OMGT               | 3:19  |
| 2016  | Emptiness         | Emotion            | 3:15  |